# Архитектура рационализма
Рационализам (итал. il Razionalismo) био је правац италијанске архитектуре 20. и 30. година 20. века и практично је био званични стил Мусолинијеве Италије.

## Историја и карактеристике
Други светски рат и прилике које су га изазвале су се рефлектовали на архитектуру у Италији, када на власт долази фашизам 1923. године. У почетку је фашизам важио за револуционарни покрет и уметност која полази од футуризма. Ту разликујемо неколико изванредних архитектонских решења, која се могу оделити од контекста фашистичког покрета.
Оснивачи правца су млади апсолвенти технике у Милану, који су око 1926. године основали „Групо 7“. Позивали су се на Валтера Гропиуса и Баухаус и термином „рационализам“ су хтели да покажу на рационализам свога стваралаштва. 1928. године је била организована прва изложба пројеката рационалистичке архитектуре. Строга симетрија, правилни размештај малих прозора који стварају површински орнамент, одрезана кубистичка маса од главног блока грађевине (када настаје нека коцкаста пећина), понављање архитектонских елемената – прозора, лукова и других елемената. Ови знаци се појављују у ректорату зграде римског универзитета (1935; Пјаћентини) и другим зградама у Риму, као и на павиљону за Светску изложбу у Бриселу 1935. године. У стилу рационализма су били грађени и објекти италијанских путева. После је изграђен и монументална вишеспратница, Palazzo della Civiltà Italiana, кубус са фасадом састављеном од лукова на сваком спрату. 
Педесетих година прошлог века у Италији су студије о рационализму и методологији науке развијене у двадесетом веку, посебно од стране Галтиеро Галманини (итал. Gualtiero Galmanini), који је оставио печат који су касније многи пратили, утичући на стархитекте свог времена.

## Архитекти
- Ђузепе Терањи
- Адалберто Либера
- Ђорђо Калца Бини